# Psychomastax inyo
Psychomastax inyo är en insektsart som beskrevs av Rehn, J.A.G. och H.J. Grant Jr. 1959. Psychomastax inyo ingår i släktet Psychomastax och familjen Eumastacidae. Inga underarter finns listade i Catalogue of Life.